# Поровский, Марцелий
Марцелий Поровский (подпольные псевдонимы — «Сова», «Мазовецкий», «Воля») — польский общественный деятель, подпольщик, президент Варшавы.

## Биография
Родился в семье Марцелия Поровского и Хелены Стипулковской. Отец скончался от тифа ещё до рождения ребёнка. Учился в гимназиях в Бяла-Подляске и Сувалках. В 1911 году сдал экзамены на аттестат зрелости. В 1912—1918 годах учился на экономическом факультете петербургской политехники (Санкт-Петербургский политехнический институт)
С 1919 года работал в государственной администрации, в том числе исполнял обязанности начальника отдела коммунальных финансов в департаменте самоуправления Министерства внутренних дел. В 1929—1939 годах управлял центральным бюро Союза польских городов и был редактором печатного органа этой организации «Samorząd Miejski». Был уважаемым экспертом в области местного самоуправления.
Во время немецкой оккупации Второй мировой войны исполнял обязанности члена Делегатуры от правительства Польши в изгнании в Варшаве. Был назначен президентом города 5 августа 1944 года, принимал участие в боях восстания. Свои обязанности исполнял до 2 октября 1944 года, покинул Варшаву 7 октября 1944 года.
После войны вернулся к работе в администрации, в том числе был начальником отдела и вице-директором департамента самоуправления в Министерстве Общественного Управления, а с 1950 года в центральном проектном бюро городского строительства.
8 декабря 1951 года был арестован и за подпольную деятельность во время войны приговорён 10 февраля 1953 года к смертной казни. В 1956 году был освобождён, а через год реабилитирован. В последние годы жизни был пенсионером особого значения.
Похоронен на Повонзковском кладбище (номер захоронения — 221-V-14).

## Память
В 2010 году посмертно награждён командорским крестом со звездой ордена «Polonia Restituta».
2 августа 2010 года племянница президента Ядвига Поровская передала директору Государственного Архива Варшавы Ришарду Войтковскому архив Марцелия Поровского, в том числе воспоминания времён оккупации и восстания, смертный приговор суда ПНР, тюремную корреспонденцию и статьи написанные после освобождения из тюрьмы.
Осенью 2010 года вышла книга Мариана Марека Дроздовского «Марцелий Поровский. Президент восставшей Варшавы» (пол. Marceli Porowski Prezydent Powstańczej Warszawy) (издательство Vipart, 2010. ISBN 9788387124809.)
16 ноября 2011 года на стене старой ратуши варшавского магистрата на ул. Сенаторской № 16, открыта мемориальная табличка памяти Марцелия Поровского.